# Colletes brevicornis
Colletes brevicornis is een vliesvleugelig insect uit de familie Colletidae. De wetenschappelijke naam van de soort is voor het eerst geldig gepubliceerd in 1897 door Robertson.